# Sinar Mas Center
Das Sinar Mas Center, auch bekannt als White Magnolia Plaza, ist ein Wolkenkratzer in Shanghai. Das vom amerikanischen Architekturbüro Skidmore, Owings and Merrill entworfene Gebäude erreichte bei seiner Fertigstellung eine Höhe von 320 Metern. Die Bauarbeiten wurden bereits 2008 begonnen. Am Anfang war geplant, dass das Gebäude 388 Meter hoch werden soll. Später wurde die Höhe auf 260 Meter reduziert. In einem dritten und finalen Design wurde die Höhe des Hochhauses auf 320 Meter festgesetzt. White Magnolia Plaza zählt 65 Etagen und die Fassade ist vollständig mit Glas verkleidet. Die Fertigstellung war bisher für 2012 geplant, jedoch wurden im April 2010 die Arbeiten eingestellt und erst Anfang 2011 wieder fortgeführt, sodass sich der Fertigstellungstermin auf das Jahr 2017 verzögerte. Das Gebäude gehört Sinar Mas Land, einer Tochtergesellschaft des indonesischen Mischkonzerns Sinar Mas Group.